# Cleandre de Bizanci
Cleandre (en llatí Cleander, en grec antic Κλέανδρος "Kléandros") era governant (harmost) de Bizanci circa l'any 400 aC.
Es va comprometre amb Quirísop d'Esparta a anar a recollir als mercenaris grecs que tornaven de l'Expedició dels deu mil, a l'Àsia i transportar-los a Europa però quan els expedicionaris van arribar al lloc convingut, Cleandre no hi era. Va arribar més tard però només amb dues trirrems. Després de l'arribada de Cleandre va esclatar un tumult entre els grecs que quasi costa la vida al traïdor Dexip. A instàncies de Dexip, Cleandre va amenaçar amb allunyar-s, declarar l'exèrcit de Xenofont enemic del país i donar ordres a les ciutats gregues de no acceptar-los. Però Xenofont i els generals grecs van aconseguir calmar-lo i finalment Cleandre va oferir hospitalitat als grecs i es va comprometre a portar als soldats grecs. Però és molt probable que Cleandre volgués evitar un conflicte amb Farnabazos II, el sàtrapa persa de Frígia Hel·lespòntica, i va declarar que els sacrificis que es van fer per consultar la viabilitat del viatge no eren favorables, i va tornar a Bizanci, prometent recollir els grecs a la seva tornada. Sembla que Cleandre va complir la seva paraula, tot i l'oposició de l'almirall espartà Anaxibi, que volia envair la satrapia de Farnabazos.
El va succeir al govern de Bizanci, Aristarc.